# Governatorato della Nuova Toledo
La Gobernación de Nueva Toledo (in italiano governatorato della Nuova Toledo) fu una delle quattro divisioni amministrative create in America del Sud dall'imperatore Carlo I di Spagna nel 1534, in sostituzione delle governazioni create nel 1529 per Francisco Pizarro e Simón de Alcazaba y Sotomayor. La governazione di Nuova Toledo fu creata per Diego de Almagro, che non era stato favorito nella precedente suddivisione.

## Storia
La cédula reale, firmata il 21 maggio 1534, conferiva a Diego de Almagro una striscia di 200 leghe in direzione nord-sud che iniziava approssimativamente al parallelo 14° S, vicino a Pisco, che corrispondeva al limite meridionale del governatorato della Nuova Castiglia concessa a Pizarro, la quale iniziava a 1° 20' N alla foce del fiume Santiago e si estendeva per 270 leghe a sud lungo il meridiano di quel luogo.
Il governatorato aveva come confine orientale la linea del Trattato di Tordesillas, che per gli spagnoli si trovava a 46° 37' O, per cui le veniva assegnato un breve tratto di costa sull'Oceano Atlantico. Confinava a sud con il governatorato della Nuova Andalusia, concessa a Pedro de Mendoza, un po' a sud di Taltal a 25° 31' 26" S. A ovest si trovava l'Oceano Pacifico.
Al momento in cui venne a conoscenza della creazione della governazione, Diego de Almagro stava dirigendosi verso il Cuzco per prendere possesso della carica di tenente governatore di quella città, per la quale era stato nominato.
Nel 1535, Almagro intraprese una spedizione verso sud (l'attuale Cile), esplorando per due anni quel territorio alla ricerca di ricchezze, che non trovò, trovando deserti sterili e l'ostilità dei suoi abitanti. Per questo motivo, Almagro e il suo esercito tornarono a Cuzco nel 1537, occupando la città, ritenendo che appartenesse alla sua giurisdizione, e vincendo nella battaglia di Abancay, avvenuta il 12 giugno 1537, catturando Hernando e Gonzalo Pizarro.
Entrambe le fazioni si scontrarono nuovamente nella battaglia di Las Salinas (1538), vicino a Cuzco. Gli almagristi furono sconfitti e Diego de Almagro fu processato, condannato a morte ed eseguito da Hernando Pizarro, nella Plaza Mayor di Cuzco (8 luglio 1538).
Dopo la morte di Almagro, Pizarro autorizzò Pedro de Valdivia, che nominò tenente governatore, a conquistare e popolare il Cile.
Tuttavia, i sostenitori di Almagro si riunirono attorno a suo figlio, Almagro il Giovane, e sotto il comando di Juan de Rada entrarono nel palazzo di Francisco Pizarro a Lima e lo uccisero il 26 giugno 1541.
Dopo la conquista del Perù da parte delle truppe di Pizarro e a seguito della guerra civile, il re Carlo I, mediante una cédula reale firmata a Barcellona il 20 novembre 1542, creò il Vicereame del Perù basandosi sui territori dei governatorati di Nuova Castiglia e di Nuova Toledo, ponendo fine all'esistenza giuridica di entrambe.